# Ixora linggensis
Ixora linggensis är en måreväxtart som beskrevs av Cornelis Eliza Bertus Bremekamp. Ixora linggensis ingår i släktet Ixora och familjen måreväxter. Inga underarter finns listade i Catalogue of Life.